# Золотий капелюх

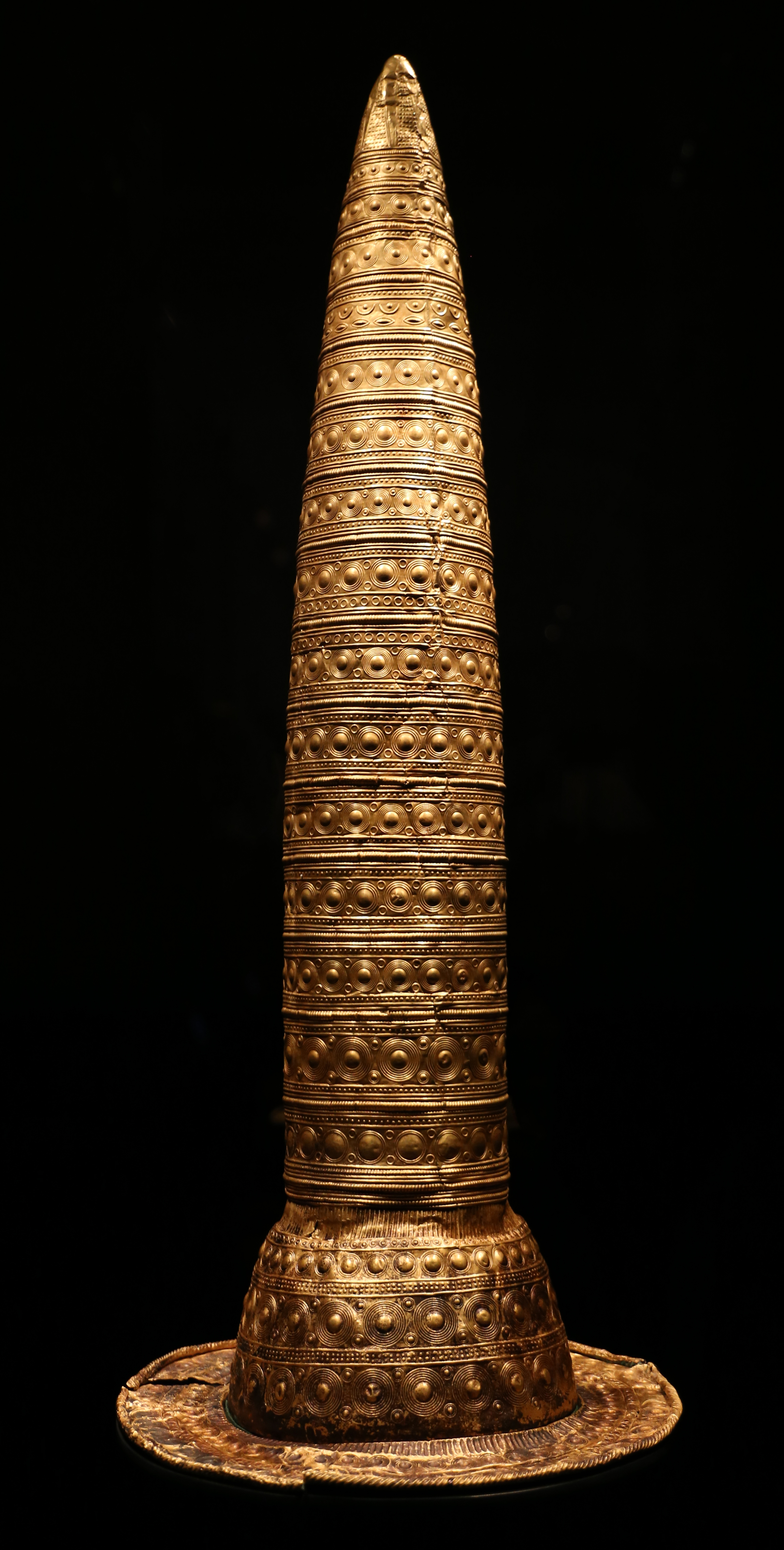
Берлінський золотий капелюх

Золоти́й капелю́х (нім. Goldhut) — унікальний тип конусуватого виробу із бронзи та золота, характерний виключно для протокельтскої культури полів поховальних урн. Досі відомі лише чотири таких предмети, що датуються періодом із 1400 до 800 р. до н. е.
Три «капелюхи» були знайдені в Німеччині — у Шифферштадті в 1835 р., у Бургтанні в 1953 р. і, ймовірно, у Швабії на початку 1990-х рр. Останній із них був придбаний німецьким урядом у 1999 році і нині експонується в Берліні. Найвищий капелюх походить із Бургтанна — в реконструйованому вигляді його висота становить 88 см.
Конус ще одного «капелюха» був знайдений у 1844 році набагато західніше — в містечку Авантон поблизу Пуатьє. Цей предмет експонується в Національному музеї археології в Сен-Жермен-ан-Ле. У 1999 році всі чотири предмети були вперше виставлені разом у Бонні.
Щодо призначення предметів точаться суперечки. Найпоширеніша думка, що капелюхи як предмет сонячного культу (нарівні з сонячними хрестами) носили на голові жерці. На це вказує зображення людини в подібному головному уборі, що збереглося в «Королівській могилі» у Сконе, Швеція. Деякі дослідники переконані, що капелюхи могли використовуватися жерцями як примітивний календар.

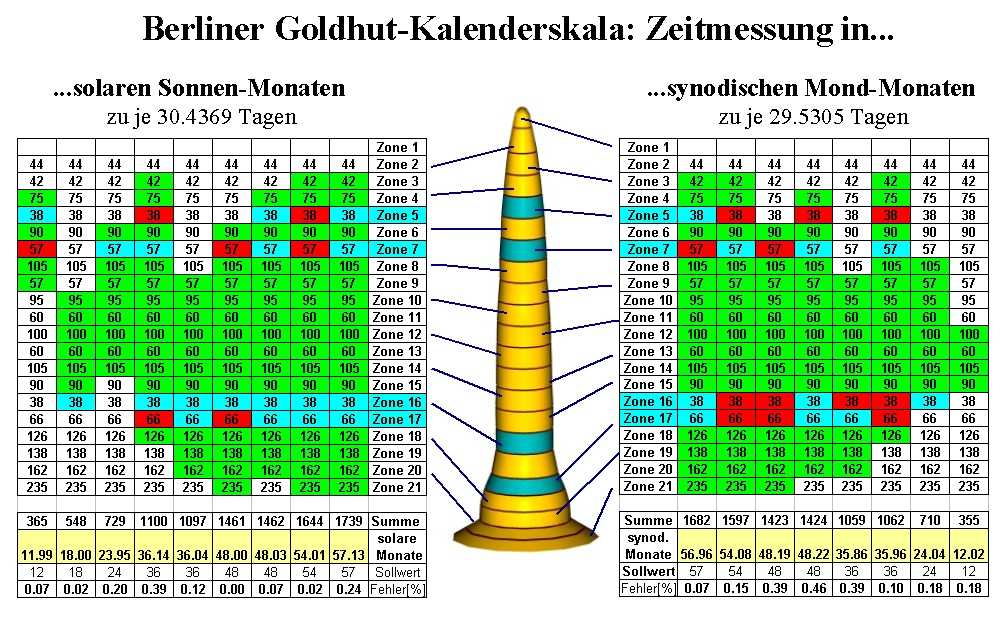
Спроба використати берлінський Золотий капелюх як календар